# 天主教埃爾薩爾托自治監督區
天主教埃爾薩爾托自治監督區（拉丁語：Praelatura Territorialis Saltensis in Mexico）是墨西哥一個羅馬天主教自治監督區，屬杜蘭戈總教區。
監督區成立於1968年6月10日，位於杜蘭戈州西部。2004年有教友314,000人，佔總人口84.9%。有十五個堂區、司鐸廿二名。現任監督為若望·馬利亞·韋爾塔·穆羅。